# Joy Fawcett
Joy Lynn Fawcett (nata Biefeld) (Inglewood, 8 febbraio 1968) è un'allenatrice di calcio ed ex calciatrice statunitense, di ruolo difensore.

## Biografia
È sposata con Walter Fawcett, con cui ha tre figlie: Katelyn Rose (nata nel 1994), Carli (nata nel 1997) e Madilyn Rae (nata nel 2001). Suo fratello Eric Biefeld ha giocato 2 gare con la Nazionale di calcio statunitense nel 1986. Si è laureata all'Università della California di Berkeley nel 1990 in Educazione fisica. È apparsa nel documentario del 2007 sulla Nazionale statunitense di calcio femminile Dare to Dream: The Story of the U.S. Women's Soccer Team e nel film del 2008 Soccer Mom nella parte di sé stessa.

## Carriera

### Calciatrice

#### Club
Nata a Inglewood, in California, è cresciuta nei California Golden Bears, squadra dell'Università della California di Berkeley, dove ha giocato dal 1987 al 1989. Dal 1992 al 1998 ha militato nell'Ajax America e dal 2001 al 2003 nel San Diego Spirit. Nel 1988 è stata nominata atleta calcistica dell'anno e nel 2009 è stata inserita nella National Soccer Hall of Fame.

#### Nazionale
Ha esordito in Nazionale nel 1987, a 19 anni. Quattro anni dopo, nel 1991, ha partecipato al suo primo Mondiale, in Cina, vincendolo, grazie al 2-1 in finale sulla Norvegia. In seguito ha vinto un oro olimpico, ad Atlanta 1996, battendo la Cina in finale, un altro mondiale, nel 1999, anche in questo caso sconfiggendo le cinesi, un argento olimpico a Sydney 2000, e un altro oro ad Atene 2004, in seguito alla vittoria sul Brasile. Nelle altre due competizioni a cui ha partecipato, i Mondiali di Svezia 1995 e Stati Uniti d'America 2003, ha concluso il torneo al terzo posto, venendo inserita nell'XI ideale della competizione nel secondo caso. Ha chiuso nel 2004 con 241 partite giocate, che la rendono una delle più presenti di sempre in Nazionale. Nel 2013 è stata inserita nell'USWNT All-Time Best XI, formazione di sempre della Nazionale femminile statunitense, ottenendo 56 preferenze è risultando la più votata, a pari merito con Mia Hamm.

### Allenatrice
Dal 1993 al 1997, in contemporanea con la carriera da giocatrice, ha allenato l'UCLA Bruins, squadra dell'Università della California di Los Angeles. Dal 2015 è vice allenatrice della Nazionale statunitense di calcio femminile per sorde, con la quale ha vinto il mondiale nel 2016.

## Palmarès

### Nazionale
- Campionato mondiale femminile di calcio: 2

Cina 1991, Stati Uniti d'America 1999
- Oro olimpico: 2

Atlanta 1996; Atene 2004
- Argento olimpico: 1

Sydney 2000

### Individuale
- U.S. Soccer Athlete of the Year: 1

1988
- Inserita nell'XI ideale del Mondiale femminile: 1

Stati Uniti 2003
- Inserita nella National Soccer Hall of Fame nel 2009
- Inserita nella USWNT All-Time Best XI nel 2013